# Lethops connectens
Lethops connectens är en fiskart som beskrevs av Hubbs 1926. Lethops connectens ingår i släktet Lethops och familjen smörbultsfiskar. Inga underarter finns listade i Catalogue of Life.